# Geneviève Mnich
Pour les articles homonymes, voir Mnich.
Geneviève Mnich, née le 19 février 1942 à Soissons est une actrice française.

## Biographie
Fille d'émigrés polonais arrivés en France en 1920, elle est élève à l'École normale de Laon. Elle obtient une licence de lettres. Pour s'amuser elle présente le concours d'entrée à l'École de la rue Blanche. Elle y est reçue, mais n'y reste que peu de temps. Très vite, elle commence à jouer dans des troupes de province.
Elle est l'épouse du comédien Maurice Bénichou.

## Filmographie

### Cinéma

#### Longs métrages
- 1972 : Les Camisards de René Allio ; Flore Génoyer
- 1973 : George qui ? de Michèle Rosier : Ursule
- 1973 : La Maman et la Putain de Jean Eustache
- 1976 : Mon cœur est rouge de Michèle Rosier : la directrice de l'agence
- 1977 : Ben et Bénédict de Paula Delsol : la maîtresse de Bernard
- 1977 : Des enfants gâtés de Bertrand Tavernier : Guite Bonfils
- 1977 : Pourquoi pas ! de Coline Serreau : l'ex-femme de Fernand
- 1978 : La Vocation suspendue de Raoul Ruiz : sœur Théophile
- 1980 : Mon oncle d'Amérique d'Alain Resnais : la mère de René
- 1981 : Le Jardinier de Jean-Pierre Sentier : la mère de l'enfant
- 1981 : Les Uns et les autres de Claude Lelouch : Jeanne
- 1981 : Beau-père de Bertrand Blier : Simone
- 1982 : Qu'est-ce qui fait courir David ? d'Élie Chouraqui : Rebecca
- 1983 : Une pierre dans la bouche de Jean-Louis Leconte : Suzanne
- 1984 : Un dimanche à la campagne de Bertrand Tavernier : Marie-Thérèse
- 1984 : L'Amour à mort d'Alain Resnais : Anne Jourdet
- 1986 : La Dernière image (Al coura al-akhira) de Mohammed Lakhdar-Hamina : Madame Lanier
- 1986 : Yiddish Connection de Paul Boujenah : Lucienne
- 1987 : De guerre lasse de Robert Enrico : Louise
- 1989 : La Révolution française : Les années lumière de Robert Enrico : Madame Anne-Françoise-Marie Boisdeveix
- 1989 : La Révolution française :  Les années terribles de Richard T. Heffron : Madame Duplessis
- 1991 : La Neige et le Feu de Claude Pinoteau : Madame Fournier
- 1993 : Vent d'est de Robert Enrico : Madame Brandt
- 1995 : Ainsi soient-elles de Patrick Alessandrin et Lisa Alessandrin : la mère d'Éric
- 1998 : Le Monde à l'envers de Rolando Colla : la mère d'Anne
- 2001 : Candidature d'Emmanuel Bourdieu : membre du jury
- 2003 : Elle est des nôtres de Siegrid Alnoy : la mère de Christine
- 2005 : Je ne suis pas là pour être aimé de Stéphane Brizé : la mère de Françoise
- 2006 : Les Amitiés maléfiques d'Emmanuel Bourdieu : l'éditrice
- 2007 : Anna M. de Michel Spinosa : la mère d'Anne
- 2008 : Séraphine de Martin Provost : Madame Duphot
- 2009 : Je l'aimais de Zabou Breitman : Geneviève, la secrétaire
- 2009 : Mademoiselle Chambon de Stéphane Brizé : la mère de Véronique (voix)
- 2010 : Le Bruit des glaçons de Bertrand Blier : la mère d'Evguénia
- 2010 : Happy Few d'Antony Cordier : la mère de Franck
- 2012 : La Mer à boire de Jacques Maillot : Madame Beaubery
- 2012 : Bowling de Marie-Castille Mention-Schaar : Madame Escoffier
- 2013 : Post partum de Delphine Noels : Carole
- 2013 : La pièce manquante de Nicolas Birkenstock : Armande
- 2014 : Un illustre inconnu de Matthieu Delaporte : Hélène Nicolas, la mère
- 2014 : Les Héritiers de Marie-Castille Mention-Schaar : la documentaliste Yvette Thomas
- 2014 : Tiens-toi droite de Katia Lewkowicz : la femme du conseil d'administration
- 2017 : La Villa de Robert Guédiguian : Suzanne, la mère d'Yvan
- 2020 : A Good Man de Marie-Castille Mention-Schaar : Jeannette
- 2021 : À plein temps d'Éric Gravel : la voisine
- 2021 : Ils sont vivants de Jérémie Elkaïm : Josy
- 2022 : Compagnons de François Favrat : Elise Germain
- 2022 : La Dégustation d'Ivan Calbérac : Danièle, la mère d'Hortense
- 2025 : Dossier 137 de Dominik Moll : la mère de Stéphanie

#### Courts métrages
- 1978 : Travail de Daniel Hachard : la femme
- 1995 : Fils unique de Philippe Landoulsi : la mère
- 2004 : L'Âge de raison de Myriam Aziza : Madame Kaufman
- 2015 : La Mère à boire de Laurence Côte : la mère

### Télévision
- 1974 : Procès aux heureux de Krassimira Rad : Christiane
- 1974 : Les Prétendants de Madame Berrou de Hervé Baslé : Louise Berrou
- 1975 : Cécile ou La Raison des femmes : Vivre à deux de Hervé Baslé et Youri : Brigitte
- 1975 : Marie-Antoinette de Guy Lefranc
- 1977 : Pierrot la chanson : Maria
- 1977 : Les Rebelles de Pierre Badel : Lilette
- 1978 : Les Procès témoins de leur temps : épisode Une semaine sainte de Jean Cazenave : Maddalena
- 1979 : Un fils pour l'automne de Jean-Pierre Marchand : Rolande
- 1979 : Jean le Bleu d'Hélène Martin : la mère de Jean Giono
- 1979 : Le Journal de Philippe Lefebvre : Christine
- 1980 : Histoires étranges, épisode Un rêve de Pierre Badel : Henriette
- 1980 : Les Liaisons dangereuses de Claude Barma : Madame de Volanges
- 1981 : L'Atelier de Jacques Robin : Simone
- 1981 : Nous te mari-e-rons de Jacques Fansten : Annick
- 1981 : Un jour sombre dans la vie de Marine de Josyane Serror : Hélène
- 1988 : L'Argent de Jacques Rouffio : la directrice de l'orphelinat
- 1988 : Les Enquêtes du commissaire Maigret : Maigret et le Voleur paresseux de Jean-Marie Coldefy : Évelyne Schneider
- 1988 : Les Cinq dernières minutes, épisode Le Fantôme de la Villette de Roger Pigaut : Madame Michalon
- 1991 : Les Caquets de l'accouchée d'Hervé Baslé : la mère
- 1995 : L'Allée du Roi de Nina Companeez : Madame de Neuillant
- 1997 : Les Filles du maître de chai de François Luciani : Marie
- 2005 : Joséphine, ange gardien, épisode La Couleur de l'amour de Laurent Lévy : Claudine
- 2010 : En chantier, monsieur Tanner de Stefan Liberski : la mère de Tanner
- 2010 : Les Fausses Innocences d'André Chandelle : Madeleine Muller
- 2016 : La Loi de Simon de Didier Le Pêcheur : Christine
- 2017 : Sources assassines de Bruno Bontzolakis : Simone Cazal
- 2018 : Sous la peau de Didier Le Pêcheur : Madame Mouret
- 2025 : Le Crime de la tour Eiffel de Julien Seri : Catherine Ackerman

## Théâtre
- 1967 : Les Derniers de Maxime Gorki, mise en scène Jean Dasté, Comédie de Saint-Étienne
- 1969 : Avoir de Julius Hay, mise en scène Pierre Vial, Comédie de Saint-Étienne
- 1969 : L'Opéra des gueux de John Gay, mise en scène Chattie Salaman, Comédie de Saint-Étienne
- 1971 : Le Camp du drap d'or de Serge Rezvani, mise en scène Jean-Pierre Vincent, Festival d'Avignon
- 1971 : Capitaine Schelle, Capitaine Eçço de Serge Rezvani, mise en scène Jean-Pierre Vincent, Théâtre de Chaillot
- 1972 : Dans la jungle des villes de Bertolt Brecht, mise en scène André Engel, Jean Jourdheuil et Jean-Pierre Vincent, Compagnie Vincent-Jourdheuil, Festival d'Avignon, Théâtre de Chaillot
- 1973 : Dans la jungle des villes de Bertolt Brecht, mise en scène André Engel, Jean Jourdheuil et Jean-Pierre Vincent, Théâtre de Nice
- 1973 : Le Cochon noir de Roger Planchon, mise en scène Jacques Rosner, Théâtre Ouvert Festival d'Avignon
- 1974 : Les Propriétaires des clefs de Milan Kundera, mise en scène Georges Werler, Théâtre de l'Est parisien
- 1975 : Coquin de coq de Sean O'Casey, mise en scène Guy Rétoré, Festival d'Avignon
- 1979 : L'Atelier de Jean-Claude Grumberg, mise en scène Maurice Bénichou, Jean-Claude Grumberg et Jacques Rosner, Théâtre de l'Odéon
- 1985 : Un drôle de cadeau de Jean Bouchaud, mise en scène de l'auteur, Théâtre des Mathurins
- 1987 : Entre passions et prairie de Denise Bonal, mise en scène Guy Rétoré, Théâtre de l'Est parisien
- 1988 : Les Trois Sœurs d’Anton Tchekhov, mise en scène Maurice Bénichou, Festival d'Avignon
- 1989 : La Voix humaine de Jean Cocteau, mise en scène Daniel Hachard, Festival théâtral de Coye-la-Forêt
- 1990 : Zone libre de Jean-Claude Grumberg, mise en scène Maurice Bénichou, Théâtre national de la Colline
- 2006 : Hôtel Dorothy Parker de Valeria Moretti et Rachel Salik, mise en scène Rachel Salik, Théâtre La Bruyère
- 2007 : May de Hanif Kureishi, mise en scène Didier Bezace, Théâtre de la Commune
- 2010 : La Médaille d'après Lydie Salvayre, mise en scène Zabou Breitman, Théâtre du Rond-Point
- 2011 : Le Mystère du bouquet de roses de Manuel Puig, mise en scène Gilberte Tsaï, Comédie de Genève
- 2012 : Un soir, une ville... de Daniel Keene, mise en scène Didier Bezace, Théâtre de la Commune
- 2020 : Du ciel tombaient des animaux de Caryl Churchill, mise en scène Marc Paquien, théâtre du Rond-Point